# Бежа (Португалија)
Бежа (порт. Beja) је значајан град у Португалији, смештен у њеном јужном делу. Град је седиште истоименог округа Бежа, где чини једну од општина.

## Географија
Град Бежа се налази у јужном делу Португалије. Од главног града Лисабона град је удаљен 180 километара југоисточно, а од Портоа град 450 километара јужно.
Рељеф: Бежа се развила у сушном подручју Алентежо. Град се налази у подручју омањем брду усред ниске висоравни, на надморској висини од приближно 270 m.
Клима: Клима у Бежи је изразита средоземна, са веома мало падавина.
Воде: Услед сушне климе водотоци у Бежи и околини су ретки и непостојани током летњих месеци.

## Историја
Подручје Беже насељено још у време праисторије. Град је основан од стране Римљана 48. године п. н. е. као Пакс Јулија. После тога град је имао тешко раздобље раног средњег века, када се сменило више владара. Град је коначно дошао поново у хришћанске руке 1234. године, али је био у великом осипању. Када је насеље добило градска права 1521. године почео је поновни развој града.

## Становништво
По последњих проценама из 2009. године општина Бежа има око 34 хиљаде становника, од чега око 22 хиљаде живи на градском подручју. Сеоско подручје је веома ретко насељено (< 15 ст./км²).

## Партнерски градови
- Béja

## Галерија
- Поглед на град
- Торањ Менажем
- Манастир у Бежи
- Градско шеталиште